# Rio Todos os Santos
Rio Todos os Santos är ett vattendrag i Brasilien.   Det ligger i delstaten Minas Gerais, i den sydöstra delen av landet, 800 km öster om huvudstaden Brasília.
Omgivningarna runt Rio Todos os Santos är huvudsakligen savann. Runt Rio Todos os Santos är det glesbefolkat, med 8 invånare per kvadratkilometer.